# Tetraponera aethiops
 (novembre 2012).
Si vous disposez d'ouvrages ou d'articles de référence ou si vous connaissez des sites web de qualité traitant du thème abordé ici, merci de compléter l'article en donnant les références utiles à sa vérifiabilité et en les liant à la section « Notes et références ».
Espèce
Tetraponera aethiops est une espèce de fourmis de la famille des Pseudomyrmecinae.
Cette fourmi vit en mutualisme avec un arbre africain : Barteria fistulosa. Elles protègent l’arbre et celui-ci leur fournit du nectar et un abri à l’intérieur de ses branches creuses. Ces fourmis sont connues pour leur agressivité et leurs piqûres. Cet arbre est appelé l’Arbre à adultère, car les femmes adultères y étaient attachées, un châtiment cruel et redoutable : les fourmis ne supportant pas la présence d'animaux ou d'hommes à côté de « leur » arbre, elles se jetaient sur la victime pour la piquer,,
Son nom dérive sûrement[réf. nécessaire] du grec poneros : le mal.

## Écologie
Après son vol nuptial, une reine Tetraponera aethiops recherche un arbre Barteria fistulosa. Les branches sont creuses et elle choisit une pousse d'environ 10 à 20 cm de long et mâche un trou par lequel elle entre dans la cavité, connue sous le nom de domitia. Celui-ci est relié à d'autres parties de l'arbre et contient déjà les ressources dont elle a besoin, des cochenilles et des champignons, dont elle se nourrit. À mesure que la pousse grandit, la colonie s'agrandit pour remplir l'espace nouvellement disponible. Les fourmis sont agressives et ont une piqûre très douloureuse. Ils protègent l'arbre hôte des insectes herbivores qui se nourrissent de feuilles, et leur présence sur l'arbre donne lieu à son nom commun de « arbre fourmi ». Les fourmis ouvrières détectent les vibrations lorsqu'un insecte se pose sur un limbe d'une feuille et se précipitent hors de leur domitia pour lui tendre une embuscade. Un gros insecte peut être piqué par plusieurs fourmis, les ailes écartées et coupées en morceaux ; certaines fourmis peuvent se nourrir de l'hémolymphe tandis que d'autres peuvent emporter des morceaux de proies. D'autres victimes, comme les petites chenilles, peuvent être piquées pour les tuer et jetées,.